# Грінсборо (Індіана)
Грінсборо (англ. Greensboro) — місто (англ. town) в США, в окрузі Генрі штату Індіана. Населення — 123 особи (2020).

## Географія
Грінсборо розташоване за координатами 39°52′43″ пн. ш. 85°27′50″ зх. д. / 39.87861° пн. ш. 85.46389° зх. д. (39.878560, -85.463978).  За даними Бюро перепису населення США в 2010 році місто мало площу 0,28 км², уся площа — суходіл.

## Демографія
Згідно з переписом 2010 року, у місті мешкали 143 особи в 61 домогосподарстві у складі 39 родин. Густота населення становила 502 особи/км².  Було 67 помешкань (235/км²).
Расовий склад населення:
| - 100,0 % — білих |

До двох чи більше рас належало 0,0 %. Частка іспаномовних становила 2,8 % від усіх жителів.
За віковим діапазоном населення розподілялося таким чином: 23,1 % — особи молодші 18 років, 60,8 % — особи у віці 18—64 років, 16,1 % — особи у віці 65 років та старші. Медіана віку мешканця становила 39,9 року. На 100 осіб жіночої статі у місті припадало 107,2 чоловіків;  на 100 жінок у віці від 18 років та старших — 103,7 чоловіків також старших 18 років.
Середній дохід на одне домашнє господарство  становив 36 846 доларів США (медіана — 30 000), а середній дохід на одну сім'ю — 38 850 доларів (медіана — 30 000). Медіана доходів становила 45 750 доларів для чоловіків та 46 250 доларів для жінок. За межею бідності перебувало 30,2 % осіб, у тому числі 60,0 % дітей у віці до 18 років та 0,0 % осіб у віці 65 років та старших.
Цивільне працевлаштоване населення становило 40 осіб. Основні галузі зайнятості: виробництво — 30,0 %, освіта, охорона здоров'я та соціальна допомога — 30,0 %, публічна адміністрація — 12,5 %, роздрібна торгівля — 7,5 %.